# Jüdischer Friedhof (Gangelt)

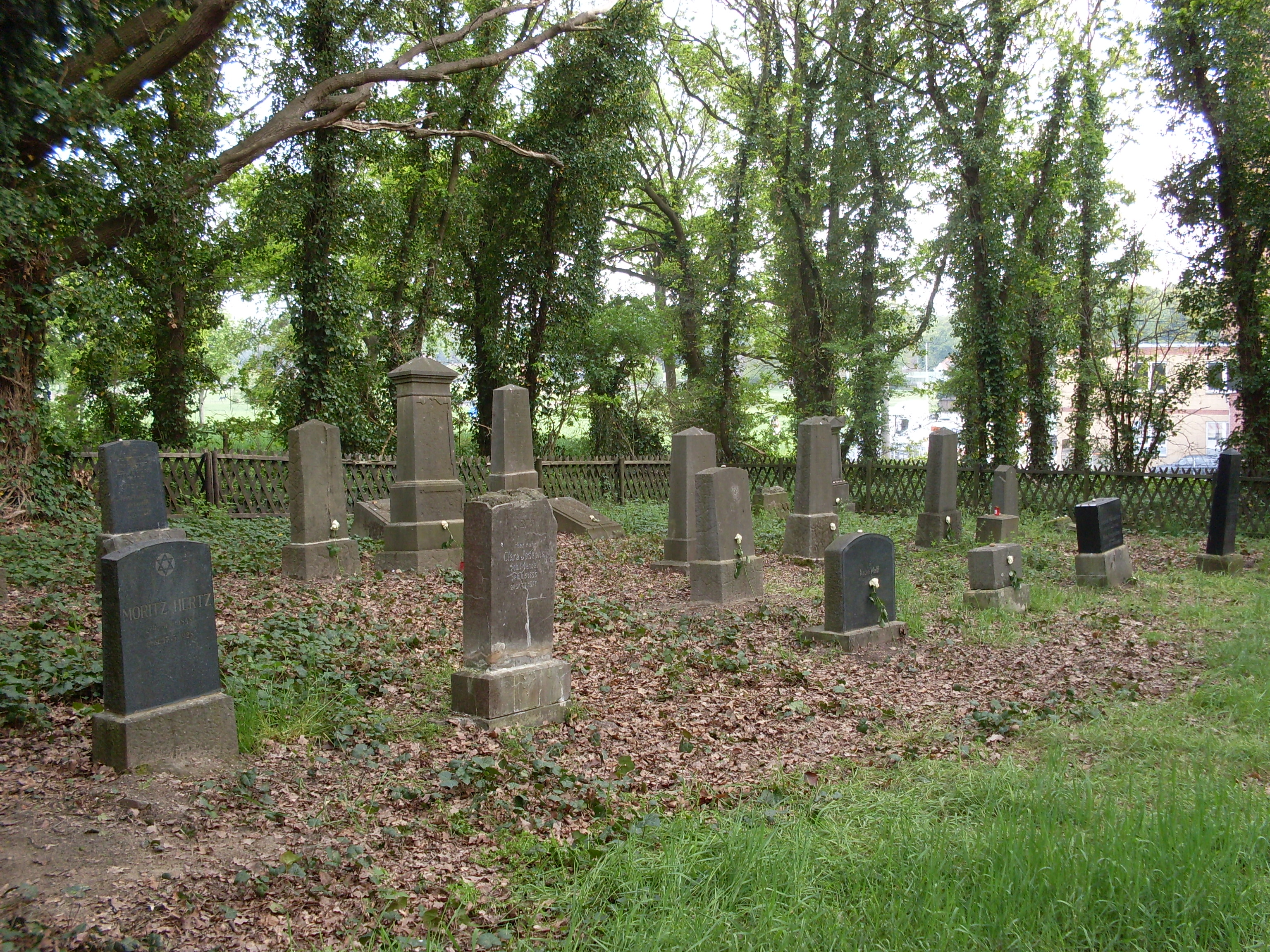
Jüdischer Friedhof Gangelt

Der Jüdische Friedhof Gangelt ist ein jüdischer Friedhof in Gangelt, einer Gemeinde im Kreis Heinsberg in Nordrhein-Westfalen. Vor der Anlage eines eigenen Friedhofs begruben die Juden aus Gangelt ihre Toten auf dem alten Friedhof in Heinsberg.
Der Friedhof am Wirtsberg an der B 56 wurde von 1877 bis 1937 belegt. Auf ihm befinden sich 31 Grabsteine. Anfang Mai 2010 wurden bei einer Friedhofsschändung fast alle Grabsteine des Friedhofs umgeworfen. Am 16. Juli 2019 wurde der Friedhof wieder geschändet.